# Kerbschlagzähigkeit
Die Kerbschlagzähigkeit ist ein Maß für die Widerstandsfähigkeit eines Werkstoffs gegen eine schlagartige (dynamische) Beanspruchung. Die Einheit ist die geleistete Kerbschlagarbeit bezogen auf die Bruchfläche in Joule pro Flächeneinheit [J/cm²]. Bei metallischen Werkstoffen ist die Kerbschlagzähigkeit ein wichtiger Richtwert, der wesentliche Eigenschaften des Werkstoffes erfasst.
Der Kerbschlagbiegeversuch zählt neben Zugversuch, Biegeversuch, Zeitstandversuch und Dauerschwingversuch zu den klassischen Festigkeitsversuchen. Die Prüfung oder Probe mittels Kerbschlagbiegeversuch ist ein zerstörendes Werkstoffprüfverfahren.

## Prüfverfahren

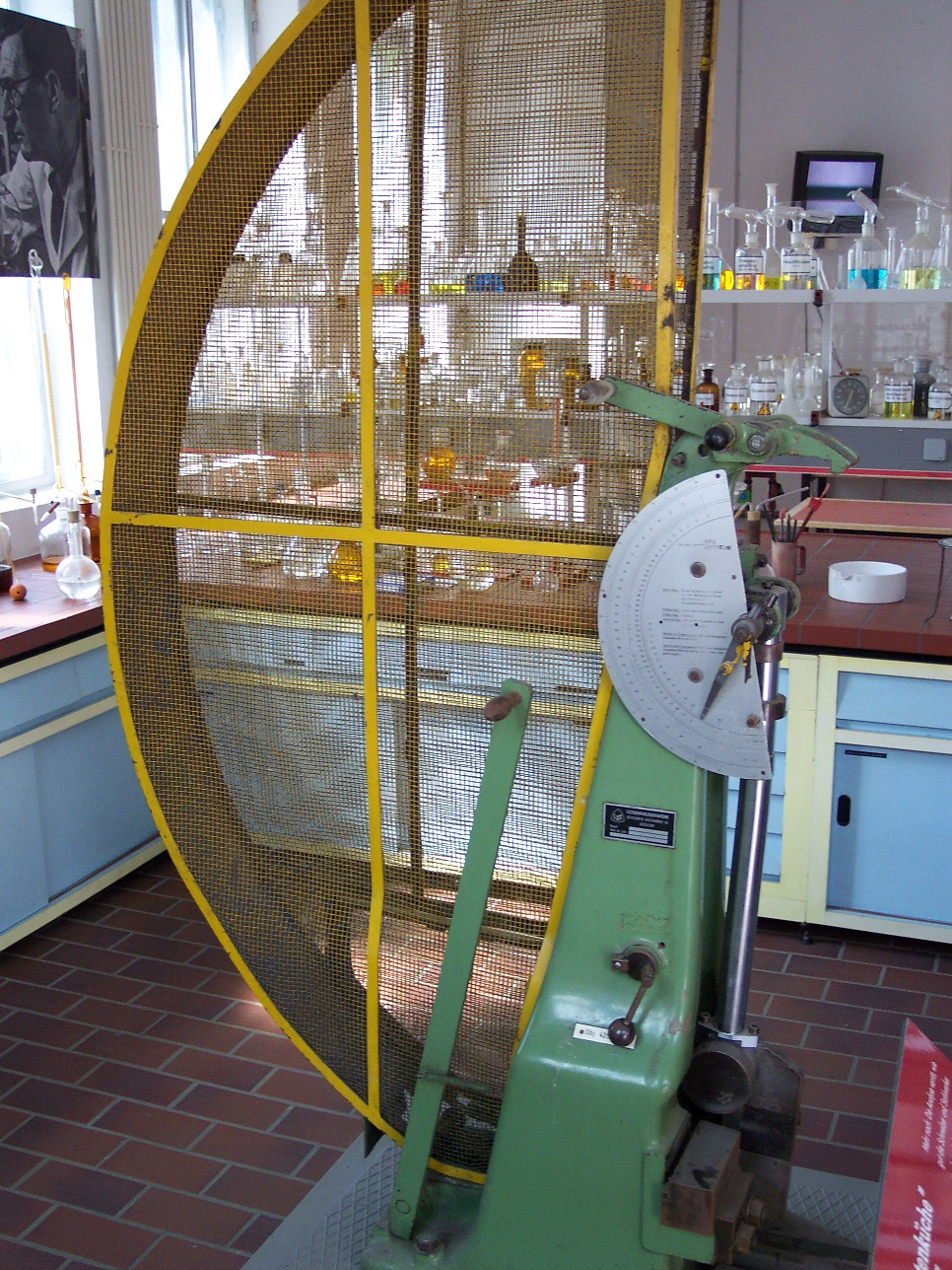
Prüfgerät für den Kerbschlagbiegeversuch

Die Kerbschlagzähigkeit wird im Kerbschlagbiegeversuch bestimmt. Die dynamische Biegung durch die schlagartige Beanspruchung verursacht einen Bruch, oft ohne das bei langsamer Beanspruchung beobachtete Fließen des Werkstoffs.
Der Kerbschlagbiegeversuch erfolgt auf einem geeichten Pendelschlagwerk. Als Vorbereitung wird zunächst am unteren Totpunkt auf dem Radius des Kerbhammers am Pendelende eine Kerbschlagprobe eingespannt; das Pendel wird auf eine festgesetzte höhere Position gedreht und dort festgesetzt.
Dann erfolgt der eigentliche Versuch, indem das Pendel freigestellt herunterschwingt und so mit einer genau wiederholbar gleichen kinetischen Energie die Probe einkerbt oder durchschlägt.
Im Anschluss wird die Kerbe gemessen oder bei Durchschlagung die Höhe festgehalten (mittels Mitlaufzeiger), zu der das Pendel zurückschwingt. Aus dem Gewicht des Pendels und der Differenz der Pendelausgangs- und Endlage lässt sich die verbrauchte Schlagarbeit errechnen; diese geteilt durch den Probenquerschnitt ergibt die Kerbschlagzähigkeit.

## Prüfbedingungen
Die Zähigkeit hängt von der Temperatur ab (vgl. Kapitel unten): bei höheren Temperaturen sind Werkstoffe generell zäher, bei niedrigen Temperaturen werden sie dagegen generell unelastisch und brechen eher. Ein typischer Wert für Baustahl ist eine Kerbschlagarbeit von 27 J bei +20 °C.
Zusätzlich ergeben sich trotz gleicher Ausgangsbedingungen größere Streuungen zwischen den Versuchen. Daher werden Kerbschlagbiegeversuche mit gleichen Prüflingen, Bedingungen und Einstellungen in einer Serie wiederholt und ein Mittelwert gebildet.

## Probe – Prüfstück
Der Kerbschlagbiegeversuch wird an einer gekerbten Probe ausgeführt: In einem aus dem zu prüfenden Werkstoff hergestellten quadratischen Stab des Querschnittes 10 mal 10 mm und einer Länge von 55 mm wird in der Mitte eine 2 mm tiefe „Kerbe“ eingearbeitet. Der Kerbwinkel beträgt 45°, der Radius des Kerbgrundes 0,25 mm (DIN EN ISO 148-1). Der Probestab wird frei, ohne Einspannung, an seinen Enden in das Pendelschlagwerk gelegt. Das frei fallende Pendel durchschlägt die Probe mit seiner Schneide genau hinter der Kerbe.
Andere Ausführungen der Probe sind in der DIN 50115 beschrieben.
Der beim Versuch auftretende Spannungszustand ist auf Grund der Kerbe mehrachsig. In kubisch-raumzentrierten Materialien steigt mit höherer Temperatur auch die Kerbschlagzähigkeit. Sie sind duktil.

## Abhängigkeit von der Temperatur
Die Bewegungen von Versetzungen im Kristallgitter, die für eine Verformung notwendig sind, können nicht auf allen Ebenen gleich leicht erfolgen. Im Allgemeinen gleiten nur die am dichtesten mit Atomen gepackten Ebenen, da hier geringere Spannungen notwendig sind. Diese Ebenen heißen Gleitebenen. Gleitebenen sind
- beim kubisch-flächenzentrierten Gitter die raumdiagonalen Flächen
- beim hexagonalen Gitter die Deck- und Grundflächen
- beim kubisch-raumzentrierten Gitter gibt es keine solchen bevorzugten Ebenen, hier übernehmen die raumdiagonalen Flächen den Gleitprozess.

In unterschiedlichen Kristallgittersystemen gibt es eine unterschiedliche Zahl von (bevorzugten) Gleitebenen. Je mehr Gleitebenen vorhanden sind, desto leichter ist der Werkstoff verformbar. Bei einem leicht verformbaren Werkstoff mit vielen Gleitebenen wird auch eine geringere Kerbschlagarbeit zu verrichten sein als bei einem weniger leicht verformbaren Werkstoff mit wenigen Gleitebenen.